# 사빅

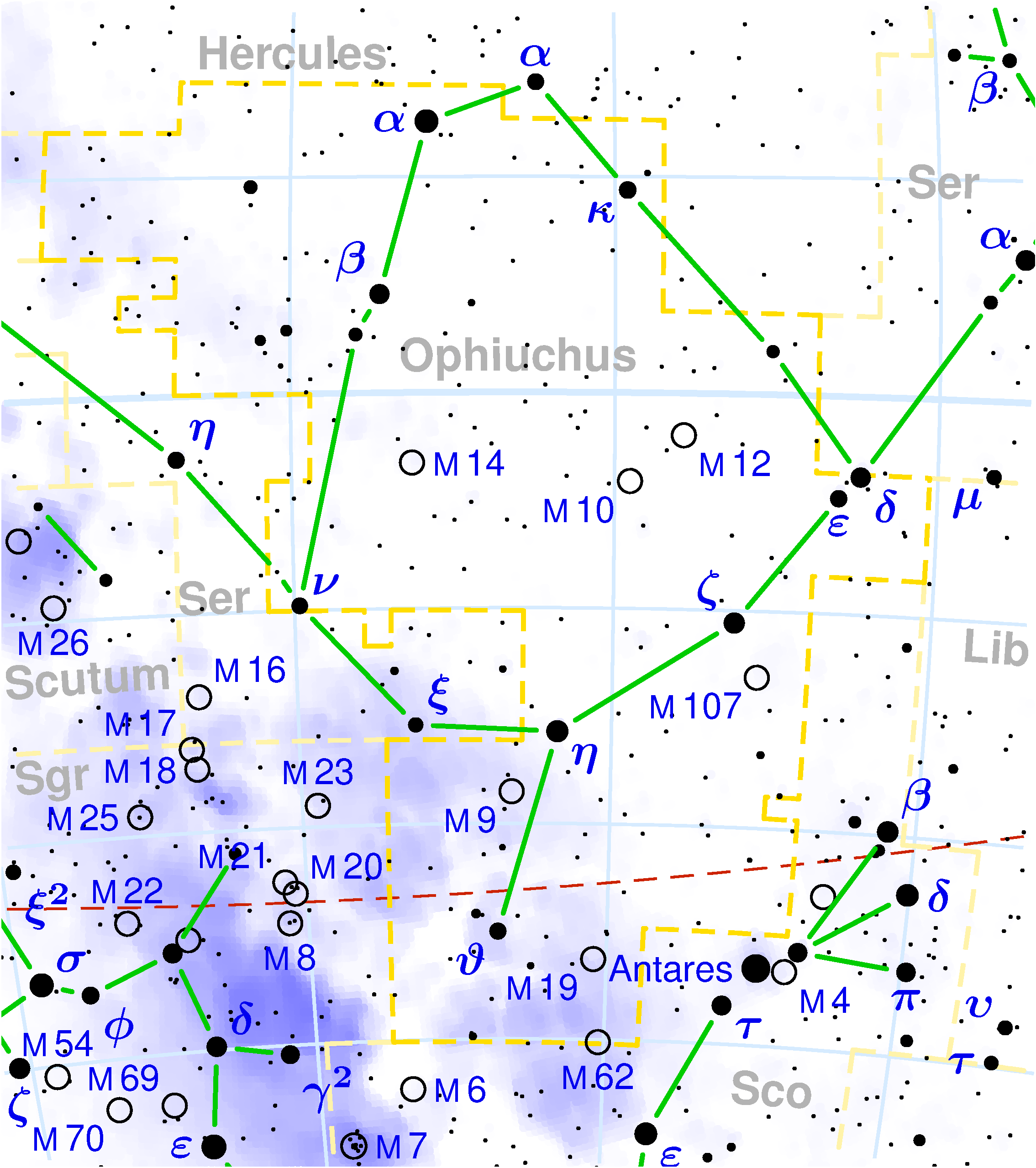

사빅(Sabik)은 뱀주인자리에 있는 항성으로, 지구에서 84.1광년 떨어져 있다. 바이어 명명법에 의하면 땅군자리 에타로 읽는다.
사빅은 아마추어 관측자들이 사용하는 보통 망원경으로는 하나의 별처럼 보이나, 정교한 관측 결과 쌍성으로 드러났다. 쌍성을 구성하는 두 별 중 근소하게 크고 더 뜨거운 쪽을 사빅 A, 나머지를 사빅 B로 표시한다.
두 별 모두 평범한 A 분광형의 주계열성이다. 사빅 A와 B는 질량 중심을 기준으로 이심률이 굉장히 큰 궤도를 돌고 있으며, 큰 이심률 때문에 행성이 생겨날 수 없을 것으로 추측하고 있다.
사빅은 천왕성의 북극성이기도 하다.